# Tessie Santiago
Tessie Santiago (ur. 10 sierpnia 1975 w Miami w stanie Floryda) – amerykańska aktorka filmowa i telewizyjna. 
W 1999 uzyskała podwójną specjalizację w dziedzinie sztuki filmowej i teatralnej na Uniwersytecie Miami, a następnie studiowała produkcję filmową na Wydziale Filmowym i Telewizyjnym Akademii Sztuk Scenicznych w Pradze. W 2013 wyszła za mąż za aktora Carlosa Bernarda.

## Wybrana filmografia
- 2000–2001: Królowa miecza jako Doña María Teresa „Tessa” Alvarado (serial)
- 2002–2003: Dzień dobry, Miami jako Lucia Rojas-Klein (serial)
- 2004: Pohamuj entuzjazm jako pokojówka (odcinek serialu)
- 2005–2006: Kill grill jako Donna (serial)
- 2015: Mroczne zagadki Los Angeles jako pani Riley (odcinek serialu)
- 2017: Skandal jako Luna Vargas (serial)
- 2017–2019: Bizaardvark jako Gina Olvera (serial)

## Nominacje

### FANtastic Horror Film Festival, San Diego
- 2017: Najlepsza aktorka drugoplanowa w filmie fabularnym Devil's Whisper (2019)[1]

### ALMA  Awards
- 2001: Najlepsza główna aktorka w serialu dramatycznym Queen of Swords (2000)[1]